# Рюффелсе, Кас
Каспар Вилхелмюс (Кас) Рюффелсе (нидерл. Caspar Wilhelmus "Cas" Ruffelse; 9 февраля 1888, Харлем — 9 сентября 1958, Роттердам, Южная Голландия) — нидерландский футболист, игравший на различных позициях, наиболее известен как нападающий роттердамской «Спарты». В составе сборной Нидерландов сыграл 8 матчей и забил 3 гола.

## Спортивная карьера
В августе 1907 года Кас Рюффелсе стал членом футбольного клуба «Спарта». В команде дебютировал 8 сентября в товарищеском матче против бельгийского клуба «Антверпен», сыграв на позиции нападающего. В конце октября 1907 года попал в расширенный список сборной Нидерландов на товарищеский матч с любительской сборной Англии. В составе сборной дебютировал 21 декабря против англичан в Дарлингтоне. В первом тайме нидерландцы пропустили 5 голов, а на 36-й минуте Рюффелсе открыл счёт своим голам за сборную. После перерыва англичане забили ещё 7 голов, а на исходе встречи Кас забил второй гол, установив окончательный счёт — 12:2. 
В составе «Спарты» в дебютном сезоне Рюффелсе стал лучшим бомбардиром команды, а в следующем сезоне выиграл чемпионат Нидерландов. В 1910-е годы вместе с де Корвером, де Гротом и ван дер Волком являлся ключевым игроком «Спарты», выиграв с командой ещё четыре титула чемпиона страны. За сборную страны Кас выступал редко, всего за 13 лет он провёл 8 матчей и забил 3 гола — за сборную в последний раз сыграл 16 мая 1920 года против Швейцарии.
Рюффелсе много путешествовал и проживал в разных странах, поэтому не всегда мог выступать за «Спарту». Во время пребывания в Германии он играл за местный клуб «Альтона», а в Швейцарии за команду «Грассхоппер». В 1923 году, когда «Спарта» была на грани вылета, Кас проживал в городе Гамбург. Тем не менее, он помог команде остаться в первом классе и стал лучшим бомбардиром команды в сезоне 1922/23. В августе 1926 года Кас получил перелом ноги в товарищеском матче с командой «Виллем II», что послужило причиной завершения его карьеры в «Спарте».

## Личная жизнь
Каспар родился в феврале 1888 года в Харлеме. Отец — Вилхелмюс Хендрикюс Рюффелсе, был родом из Утрехта, мать — Элизабет ван Сиддерен, родилась в Роттердаме. Помимо него, в семье было ещё двое сыновей: Йоханнес Петрюс и Вилхелмюс Хендрикюс.
Рюффелсе женился в возрасте сорока одного года — его избранницей стала 27-летняя Йоханна Вилхелмина Бонгерс, уроженка Роттердама. Их брак был зарегистрирован 5 июня 1929 года в Роттердаме.
Умер 9 сентября 1958 года в Роттердаме в возрасте 70 лет. Его супруга умерла в мае 1977 года в возрасте 75 лет.

## Статистика

### Матчи Рюффелсе за сборную Нидерландов
| Матчи Рюффелсе за сборную Нидерландов | Матчи Рюффелсе за сборную Нидерландов | Матчи Рюффелсе за сборную Нидерландов | Матчи Рюффелсе за сборную Нидерландов | Матчи Рюффелсе за сборную Нидерландов | Матчи Рюффелсе за сборную Нидерландов |
| ------------------------------------- | ------------------------------------- | ------------------------------------- | ------------------------------------- | ------------------------------------- | ------------------------------------- |
| №                                     | Дата                                  | Соперник                              | Счёт                                  | Голы Рюффелсе                         | Соревнование                          |
| 1                                     | 21 декабря 1907                       | Англия (люб.)                         | 2:12                                  | 2                                     | Товарищеский матч                     |
| 2                                     | 29 марта 1908                         | Бельгия                               | 4:1                                   | 1                                     | Кубок Ванден Абеле 1908               |
| 3                                     | 13 марта 1910                         | Бельгия                               | 2:3                                   | —                                     | Кубок Ванден Абеле 1910               |
| 4                                     | 17 апреля 1911                        | Англия (люб.)                         | 0:1                                   | —                                     | Товарищеский матч                     |
| 5                                     | 9 июня 1919                           | Швеция                                | 3:1                                   | —                                     | Товарищеский матч                     |
| 6                                     | 24 августа 1919                       | Швеция                                | 1:4                                   | —                                     | Товарищеский матч                     |
| 7                                     | 13 мая 1920                           | Италия                                | 1:1                                   | —                                     | Товарищеский матч                     |
| 8                                     | 16 мая 1920                           | Швейцария                             | 1:2                                   | —                                     | Товарищеский матч                     |

Итого: 8 матчей / 3 гола; 2 победы, 1 ничья, 5 поражений.

## Достижения
«Спарта»
- Чемпион Нидерландов (5): 1908/09, 1910/11, 1911/12, 1912/13, 1914/15